# Arthur Japin
Arthur Valentijn Japin (Haarlem, 26 juli 1956) is een Nederlandse acteur en schrijver. In 2004 kreeg hij de Libris Literatuur Prijs voor zijn roman Een schitterend gebrek en in 2006 schreef hij met De grote wereld het boekenweekgeschenk met een recordoplage van 813.000 exemplaren. Zijn verhalen hebben veelal een autobiografische of historische kern.

## Biografie

### Jeugd
Japin wilde in zijn kindertijd zo nu en dan iemand anders zijn. Zijn vader (Bert Japin) was onder meer toneelrecensent. De liefde voor het toneel zat er al vroeg in. Hij werd gepest en zowel geestelijk als lichamelijk mishandeld en hij bevond zich in een isolement. Zijn vader pleegde zelfmoord toen Japin dertien jaar was. Het pesten ging door tot hij zestien werd. Het scheppen van een fantasiewereld, de vlucht uit de realiteit, was een middel om te overleven.
Na de middelbare school koos hij ervoor om van het ‘nu en dan iemand anders zijn’ zijn vak te gaan maken.

### Studie
Japin vertrok na het gymnasium naar Londen, om een opleiding te volgen aan een toneelschool, The School of Dramatic Arts. Terug in Amsterdam studeerde hij twee jaar Nederlandse taal- en letterkunde en stapte vervolgens over naar de Kleinkunstacademie. In 1982 studeerde hij hier af.
Hij speelde rollen voor radio, film en televisie (bijvoorbeeld enkele bijrollen in de film Flodder en de televisieseries Goede tijden, slechte tijden en Onderweg naar Morgen) en op het toneel bij onder andere Toneelgroep Centrum en de Theaterunie. Verder zong hij in een kleine rol bij de Nederlandse Opera.

### Schrijverschap

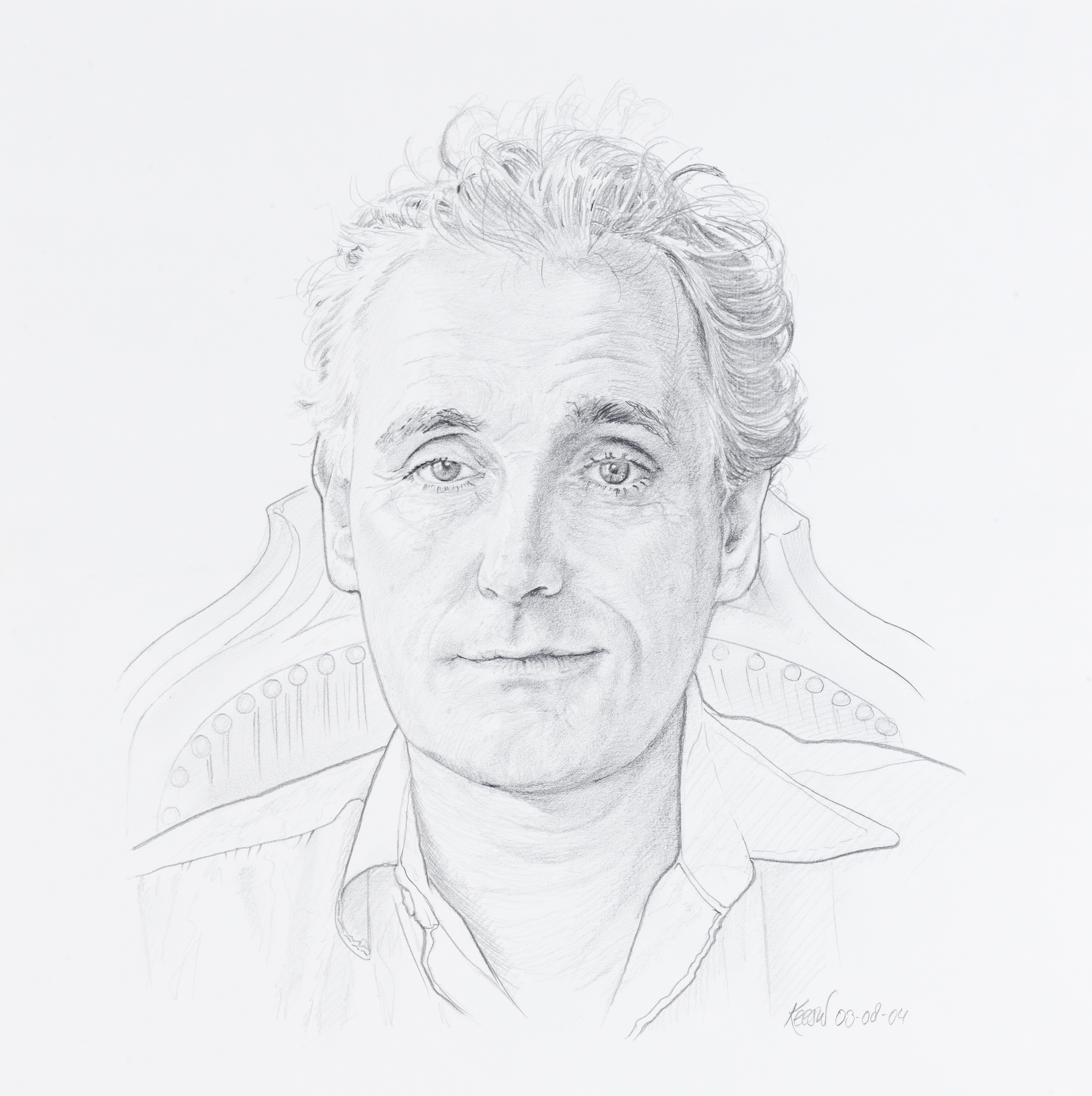
Arthur Japin door Kees Wennekendonk

In 1987 stopte Arthur Japin met acteren en begon hij te schrijven. In 1996 debuteerde hij met Magonische Verhalen, dat - evenals zijn latere boeken - werd uitgegeven bij De Arbeiderspers. In 1997 volgde — als resultaat van 10 jaar onderzoek — De zwarte met het witte hart. In de tussenliggende periode schreef Japin scenario’s, hoorspelen en toneelstukken, waarmee hij diverse literaire prijzen won. In 2000 werden enkele Magonische Verhalen verfilmd. In maart 2002 verscheen De droom van de leeuw, een grote roman over liefde en verbeelding. In 2003 werd Een schitterend gebrek gepubliceerd, dat het jaar daarop de Libris Literatuur Prijs ontving.

### Relaties
Japin woont in de binnenstad van Utrecht, samen met de Amerikaanse schrijver Benjamin Moser en Lex Jansen: zijn partner en ook Japins uitgever. Ze wonen met zijn drieën samen.

## Belangrijkste boeken

### De Magonische Verhalen
In deze verzameling van negen verhalen laat Japin zijn fantasie met zijn eigen geschiedenis aan de haal gaan. Toen hij een jaar of zes was, was zijn vader ernstig in de war. Zo ernstig dat hij uiteindelijk zelfmoord pleegde. Zijn vader vertelde over Magonia. In de Middeleeuwen stond dat voor een denkbeeldig land. De wolkenridders zoeken naar een andere werkelijkheid. De verhalen die zijn vader vroeger aan hem vertelde, vertelt Japin nu opnieuw.

### De zwarte met het witte hart
In 1997 maakte Arthur Japin kennis met het historische verhaal van de twee Ghanese prinsjes Kwasi en Kwame, die in de negentiende eeuw naar Nederland werden gebracht en als Hollanders werden opgevoed. Na tien jaar onderzoek (mogelijk gemaakt door een beurs) in Afrika, Weimar en Indonesië publiceerde hij dit historische drama in romanvorm onder de titel De zwarte met het witte hart. Het werd in Nederland en daarbuiten uitgegeven en tientallen malen herdrukt. Het is vertaald in het Engels, Frans, Duits, Spaans, Portugees, Italiaans, Grieks, Turks, Hongaars, Noors en Deens. De roman was ook een inspiratiebron voor dans- en theatervoorstellingen. Ook was Japin verantwoordelijk voor het Engelstalige libretto van de opera Kwasi & Kwame, de zwarte met het witte hart, de opera-adaptatie van zijn boek door de Engelse componist Jonathan Dove, die te zien was in het seizoen 2007/2008 bij het Onafhankelijk Toneel in diverse theaters. In 1996 werd er een hoorspel opgenomen door de TROS, geschreven door Japin. Vlak voor de verschijning van het boek, in 1997, werd het hoorspel in drie delen uitgezonden op de radio.

### De droom van de leeuw
Ook de roman De droom van de leeuw (2002) is gegroeid vanuit een autobiografische kern. De romance van Japin met Rosita Steenbeek met wie hij in 1986 op goed geluk naar Rome trok, beiden in de hoop dat ze daar de aandacht van Federico Fellini zouden kunnen trekken, is het kerngegeven. Japin kruipt nu in de huid van Fellini (die in zijn roman Snaporaz heet). Hij leeft zich in in diens gevoelsleven tijdens zijn begeestering voor de jonge actrice Rosita (in de roman Gala). Hij wordt zelf verbeeld door de romanfiguur Maxim.

### Een schitterend gebrek
Het in 2003 verschenen Een schitterend gebrek is een verhaal over Lucia, de eerste geliefde van Giacomo Casanova. In 1742 leren ze elkaar kennen, in de omgeving van Venetië. Giacomo is dan zeventien jaar oud, Lucia is drie jaar jonger. Kort daarna verdwijnt Lucia plotseling uit Casanova’s leven. Casanova zal later beweren dat hij uit gekwetstheid over die verdwijning voor zijn wilde leven heeft gekozen. Veel later, in 1758, ontmoeten ze elkaar opnieuw in Amsterdam. Alleen weet Giacomo dat niet, omdat Lucia gesluierd gaat. Haar jeugd, en alle jaren daarna gaan als een film aan haar voorbij. De lezer komt erachter waarom ze Casanova in de steek heeft gelaten, waarom ze haar gezicht achter een sluier moet verbergen en hoe ze in Amsterdam in ‘het leven’ terecht is gekomen. Ten slotte moet ze voor de tweede keer afscheid van Giacomo nemen.
Een schitterend gebrek werd binnen een jaar twaalf keer herdrukt en won de Libris Literatuur Prijs in 2004. Het is in het Engels vertaald onder de titel In Lucia’s Eyes.

### De overgave
In 2007 verscheen De overgave: een op historische feiten gebaseerde roman met een kluizenaar als hoofdpersonage. In dit boek vertelt een oude Amerikaanse pioniersvrouw in retrospectief haar leven, dat boven alles bepaald is door de dag waarop haar familie tijdens een overval van Comanches uiteen werd gereten: de mannen werden vermoord en een aantal van haar (klein)kinderen als buit ontvoerd. Zijzelf overleeft de aanval meer dood dan levend, maar houdt zich strijdbaar op de been door de vurige hoop haar lievelingskleindochter ooit terug te vinden.
De overgave won de NS Publieksprijs 2008.

### Vaslav
Aan de hand van drie mensen uit het leven van de balletdanser Vaslav Nijinsky overweegt en onderzoekt Japin drie verschillende manieren van liefhebben: de onzekere en onbereikbare liefde van Diaghilev, Romola's liefde als project en de bewonderende liefde van bediende Peter.

### Maar buiten is het feest
Een geliefde zangeres spant een rechtszaak aan om een jong meisje uit handen van een verkrachter te houden, maar dreigt daarmee tevens aangrijpende geheimen uit haar eigen verleden openbaar te laten worden. Het boek werd in 2020 verfilmd.

### Kolja
Kolja Conradi, een doofstomme, contactgestoorde jongen, komt onder de hoede van Modest Tsjaikovski, de broer van de alom gevierde Russische componist Pjotr Iljitsj Tsjaikovski. Dankzij de strenge leiding van Modest leert hij goed liplezen en spreken. Hij groeit op tot een beschaafde en ontwikkelde jongeman, die geleerd heeft zijn beperkingen te overwinnen en tot zijn voordeel aan te wenden. Hij blijft nauw bevriend met de beide Tsjaikovski's in het tsaristische Rusland, waar hun homoseksualiteit niet openlijk kan worden uitgeleefd. Als Pjotr Iljitsj sterft, probeert Kolja te achterhalen waaraan de componist zo plotseling is overleden.

## Werken

### Filmscenario's
- 1982: 2007, regie: Peter Gest
- 1996: Hoerenpreek, een televisiefilm door Ineke Smits[6]
- 1996: De Wolkenfabriek, idem
- 2000: Magonia, verfilming van Magonische verhalen door Ineke Smits[7]
- 2010: De vliegenierster van Kazbek met Ineke Smits

### Opera
- 2007: Kwasi & Kwame, de zwarte met het witte hart.[8]

### Theater
- Onafhankelijk Toneel vertolkt met een circus-/dansvoorstelling het boek ‘De grote wereld’
- Op verzoek van Jeroen Krabbé bewerkte Arthur Japin zijn boek Vaslav in 2014 tot een theaterstuk

### Televisie
- In 2008 en 2009 presenteerde Japin voor de VARA een Nederlandse versie van het Britse televisieprogramma QI.[9]
- Arthur Japin speelde in 1994 en 1995 de rol van Buurman Marcel Vonk in de televisieserie Flodder.
- Japin is te zien als interviewer in de tv-serie Annie M.G.
- Arthur Japin speelde 1994 een rol in de voormalige soap-serie Onderweg naar Morgen. Hij speelde een sekte-leider.
- Arthur Japin speelde in 1991 tot en met 1993 bijrollen in de soap-serie Goede tijden, slechte tijden.
- In 2011 was hij een van de vaste medewerkers van het VARA-programma Kanniewaarzijn.

### Verder
- In 2015 was Japin hoofdredacteur van de eenmalig uitgegeven glossy Jezus!.[10]

## Bestseller 60
| Boeken met noteringen in de Nederlandse Bestseller 60 | Jaar van verschijnen | Datum van binnenkomst | Hoogste positie | Aantal weken | Opmerkingen                               |
| ----------------------------------------------------- | -------------------- | --------------------- | --------------- | ------------ | ----------------------------------------- |
| Een schitterend gebrek                                | 2003                 | 08-10-2003            | 5               | 85           |                                           |
| De droom van de leeuw                                 | 2002                 | 26-05-2004            | 31              | 3            |                                           |
| De zwarte met het witte hart                          | 1997                 | 20-07-2005            | 11              | 20           |                                           |
| De klank van sneeuw                                   | 2006                 | 08-03-2006            | 14              | 4            |                                           |
| Alle verhalen                                         | 2006                 | 22-03-2006            | 8               | 7            |                                           |
| De overgave                                           | 2007                 | 19-09-2007            | 1(1wk)          | 70           |                                           |
| Zoals dat gaat met wonderen                           | 2008                 | 01-10-2008            | 46              | 1            |                                           |
| Vaslav                                                | 2010                 | 08-09-2010            | 2               | 36           |                                           |
| Vaslav + Nijinski dagboek                             | 2011                 | 23-03-2011            | 54              | 2            | roman Japin + dagboek Nijinski            |
| Maar buiten is het feest                              | 2012                 | 03-10-2012            | 8               | 18           |                                           |
| De man van je leven                                   | 2013                 | 09-10-2013            | 10              | 19           |                                           |
| De gevleugelde                                        | 2015                 | 09-09-2015            | 14              | 12           |                                           |
| Kolja                                                 | 2017                 | 20-09-2017            | 3               | 22           |                                           |
| Mrs. Degas                                            | 2020                 | 09-09-2020            | 6               | 15           |                                           |
| Honden voor het leven                                 | 2021                 | 22-09-2021            | 4               | 11           |                                           |
| Wat stilte wil                                        | 2022                 | 31-08-2022            | 3               | 33           |                                           |
| Het Stravinsky-spel                                   | 2024                 | 04-09-2024            | 10              | 10           |                                           |
| Honden in het museum                                  | 2025                 | 11-06-2025            | 30              | 2            | in samenwerking met Marijn van der Linden |

## Prijzen
Japin won de volgende prijzen voor zijn werken:
- 1990 - Gorcumse Literatuurprijs voor De klap van Ediep Koning
- 1995 - Lira Scenarioprijs voor De roering van het kielzog
- 1995 - Literaire prijs van de provincie Gelderland voor De draden van Anansi
- 1998 - Lucy B. en C.W. van der Hoogtprijs voor De zwarte met het witte hart
- 1998 - Linschoten-penning voor De zwarte met het witte hart
- 1998 - Halewijn-literatuurprijs van de stad Roermond voor zijn gehele oeuvre
- 1999 - ECI-prijs voor Schrijvers van Nu voor De zwarte met het witte hart
- 2004 - Libris Literatuur Prijs voor Een schitterend gebrek
- 2005 - De Inktaap voor Een schitterend gebrek
- 2006 - C.C.S. Crone-prijs, oeuvreprijs
- 2008 - NS Publieksprijs voor De overgave
- 2009 - Annie M.G. Schmidt-prijs samen met Martijn Breebaart en Sara Kroos voor Nachtkaravaan

## Onderscheiding
- 2022 - Ridder in de Orde van de Nederlandse Leeuw[12]

## Trivia
- Japin schreef op twaalfjarige leeftijd zijn eerste verhaal. Het ging over twee astronauten die op ruimtereis allerlei rare wezentjes ontdekten. Hij won er een opstelwedstrijd mee.[13]

- Bibsys: 99056383
- Biblioteca Nacional de España: XX1473453
- Bibliothèque nationale de France: cb13532676f (data)
- Catàleg d'autoritats de noms i títols de Catalunya: 981058617512706706
- Digitale Bibliotheek voor de Nederlandse Letteren: japi002
- Gemeinsame Normdatei: 121371468
- International Standard Name Identifier: 0000 0001 2101 7862
- Library of Congress Control Number: n96064820
- MusicBrainz: 2f7a6fbf-d43c-4e1c-9300-aa7ef66f9e00
- Nationale Bibliotheek van Tsjechië: xx0045144
- Nationale Bibliotheek van Israël: 987007301715605171
- Nationale Bibliotheek van Polen: a0000002003859
- Nationale en Universitaire bibliotheek Zagreb: 000566897
- Nederlandse Thesaurus van Auteursnamen: 074234242
- Système universitaire de documentation: 05050052X
- Virtual International Authority File: 61707430
- WorldCat: E39PBJrrpRH4By9hQr3TXWgFrq